# Lost & Found (America)
Lost & Found è il diciottesimo album in studio del gruppo rock statunitense America, pubblicato nel 2015.

## Tracce
1. Driving (Gerry Beckley) – 3:42
2. All in All (Beckley, Dewey Bunnell) – 4:17
3. One Horse Town (Beckley) – 4:27
4. The Quiet Inside (Beckley, Bunnell) – 3:22
5. Many Colors (Beckley) – 3:23
6. Dream Come True (Bunnell) – 4:17
7. Don't Let Her Close Your Eyes (Beckley) – 4:46
8. Out on the Street (Beckley, Bunnell) – 2:58
9. Green (Beckley) – 4:43
10. Early Days (Beckley, Bunnell) – 3:38